# Beňadovo
Beňadovo este o comună slovacă, aflată în districtul Námestovo din regiunea Žilina. Localitatea se află la altitudinea de 763 m deasupra n.m., se întinde pe o suprafață de 6,7 km2 și în 2017 număra 862 de locuitori. Se învecinează cu comuna Breza.

## Istoric
Localitatea Beňadovo este atestată documentar din 1663.

## Demografie
| An:                | 1994 | 2004    | 2014    | 2024    |
| ------------------ | ---- | ------- | ------- | ------- |
| Număr de persoane: | 655  | 730     | 810     | 973     |
| Diferență:         |      | +11,45% | +10,95% | +20,12% |

| An:                | 2023 | 2024   |
| ------------------ | ---- | ------ |
| Număr de persoane: | 963  | 973    |
| Diferență:         |      | +1,03% |